# Monticello (Georgia)
Monticello város az USA Georgia államában, Jasper megyében, melynek megyeszékhelye is.. Lakosainak száma 2541 fő (2020. április 1.).

## Népesség
A település népességének változása:

| 2010 | 2 657 |
| 2020 | 2 541 |